# Felsőilosva
Felsőilosva (románul: Târlișua) községközpont Romániában, Erdélyben, Beszterce-Naszód megyében.

## Fekvése
Déstől 46 km-re északkeletre, az Cibles hegységben fekszik.

## Nevének eredete
Ld. Alsóilosvánál. A patak első említése: Kysuluswa (1334). Történeti névalakjai: Ilosva (1576), Kis-Ilosva (1607), Felső-Ilosva (1618).

## Története
1560 és 1576 között települt román lakossággal, Szészárma tartozékaként. 1597-ben Báthory Zsigmond Petru Logofătnek adományozta, majd házasság révén a Bálinttit család birtokába került. 1673-tól a Teleki családé volt. Belső-Szolnok, 1876-tól Szolnok-Doboka vármegye Bethleni járásához tartozott.
2006-ban az Ilosvai-patak árvizében 13 ember és 450 állat veszítette életét.

## Lakossága
1850-ben 541 lakosából 485 volt román, 40 zsidó és 16 cigány nemzetiségű, 501 görögkatolikus és 40 zsidó vallású.

2002-ben 1020 román nemzetiségű lakosából 948 volt ortodox és 58 görögkatolikus vallású.

## Híres emberek
- Itt született 1885. november 27-én Liviu Rebreanu író.